# Idotea-Virus IWaV278
„Idotea-Virus IWaV278“ (Idotea wosnesenskii associated virus 278, IWaV-278) ist die vorgeschlagene Bezeichnung für eine Spezies (Art) von Viren mit einem Genom aus einer zyklischen Einzelstrang-DNA (ssDNA). Das Genom hat das für Mitglieder des Phylums Cressdnaviricota typische REP-Gen und Haarnadelstruktur (englisch stem loop), verantwortlich für den Replikationsstart.
„Idotea-Virus IWaV278“ ist vergesellschaftet (assoziiert) mit Asseln der Spezies Pentidotea wosnesenskii (Synonym: Idotea wosnesenskii) aus der Familie Idoteidae, Unterordnung Valvifera,
die im Intertidalbereich (Litoral) der US-Pazifikküste vorkommen.
IWaV278 teilt Sequenzähnlichkeit und genomische Merkmale mit den Tombusviridae (ssRNA) und Circoviridae (ssDNA) und wurde der vorgeschlagenen Familie „Cruciviridae“ zugeordnet, die eine vermutete Klade chimärer Viren (genauer: DNA-RNA-Hybridviren) umfasst.

## Entdeckung
Im Jahr 2017 veröffentlichten Kalia Bistolas und Kollegen eine Metagenom-Studie, in der die phylogenetischen Beziehungen zwischen neuartigen Cressdnaviricota-Genotypen (Genomen von CRESS-DNA-Viren) untersucht wurden, die mit pazifischen Asseln aus dem Intertidal assoziiert sind.
Bei dem mit der Asselspezies Idotea wosnesenskii assoziierten Genotyp IWaV278 wurde dabei die bezeichnete hybride Genomzusammensetzung gefunden.
Die Untersuchungen lieferten weitere Hinweise zur Klärung der Evolution einer möglichen Familie „Cruciviridae“.

## Genom
Das rechnerisch vervollständigte Genom von IWaV278 hat eine Länge von 3478 nt (Nukleotiden).
Es enthält die für die virale Replikationsfähigkeit mindestens erforderlichen Offenen Leserahmen (en. open reading frames, ORFs) Rep (für das Replikations-Initiations-Protein) und Cp (auch Cap, für das Kapsidprotein).
Das Kapsid-ORF von IWaV278 ist homolog zu denen, die in den (+)RNA-Viren der Familie Tombusviridae gefunden wurden.
Das Rolling-Circle-Replikations-ORF Rep ist homolog zu jenen, wie sie üblicherweise in CRESS-DNA-Viren der Familie Circoviridae anzutreffen sind. Daher wird vermutet, dass IWaV278 ein neues Mitglied der vorgeschlagenen Familie „Cruciviridae“ sein könnte.
Das IWaV278-Genom ist größer als bei den meisten CRESS-DNA-Viren, aber in der Größe vergleichbar mit anderen mutmaßlichen Mitgliedern der Cruciviridae/Tombusviridae-Klade (Cruciviren mit Tombusviridae-Homologie).
IWaV278 enthält eine 728 nt lange nicht-kodierende intergenische Sequenz (Zwischengensequenz oder -region, en. intergenic sequence/region, IGR) mit zwei flankierenden Ambisense-ORFs:
- das Rep, homolog zum Replikase-Gen von Tadarida brasiliensis circovirus 1,[10] einem Stamm (Genotyp) der Spezies  Bat associated circovirus 4 (BatACV4) der Circoviridae.
- das Cp, homolog zum „Cruciviridae“-Genotyp  CRUV-15-B (AQU11701.1)[11]

Offenbar zeigt IWaV278 keine Anzeichen von Intra-Gen-Chimärismus (d. h. Anzeichen von mehrfachen Rekombinationen innerhalb von Rep) oder partiellem Rep-Gen-Austausch – im Gegensatz zu mehreren anderen zuvor bekannt gewordenen Genomen von Cruciviren, die auch Homologien zu anderen CRESS-DNA-Viren (neben Circoviridae auch Nanoviridae oder Geminiviridae) zeigen.

## Phylogenie
Kalia Bistolas et al. ermittelten 2017 die Phylogenie von IWaV278.
Diese phylogenetische Analyse zeigt, dass das Rep von IWaV278 mit einer monophyletischen Klade nicht-chimären Reps homolog zu Circovirus verbunden ist, was möglicherweise eine singuläre (stammesgeschichtlich einmalige) Übernahme dieses Gens/ORFs durch einen Vorfahren der CRESS-DNA-Viren (Cressdnaviricota) anzeigt.
Der untere Teil (B) zeigt die Verwandtschaft des Cp-Gens/ORFs.
Die IWaV278 bzgl. des Cp am nächsten stehenden Vertreter sind drei Sequenzen, die bereits für die „Cruciviridae“ vorgeschlagen wurden, darunter „Boiling Springs Lake RNA-DNA Hybrid Virus“ (BSL-RDHV); aus dem Rahmen fällt jedoch „Circoviridae 14 LDMD-2013“
Weiter entfernt finden sich in diesem Baum andere Sequenzen chimärer Viren (chimeric viruses), teilweise für die „Cruciviridae“ vorgeschlagen. „RDHV-like virus SF1“ mit einer Genomlänge von 3.040 nt ist zusammen mit SF2 und SF3 nahe verwandt mit dem Stamm Marine RNA virus JP-B der Spezies Jericarnavirus B (Gattung Locarnavirus in der Familie Marnaviridae).
Der obere Teil (A) zeigt die Verwandtschaft des Rep-Gens/ORFs.
Am nächsten zu IWaV278 bzgl. des Rep steht die nicht klassifizierten Spezies
„Lake Sarah-associated circular virus-42“, danach die Spezies „Circoviridae 14 LDMD-2013“, ein vorgeschlagenes Mitglied der Circoviridae.
Offenbar gruppiert sich IWaV278 in die von Simon Roux und Kollegen 2013 identifizierte Klade der RDHVs (bzw. „Cruciviridae“) mit Circoviridae-ähnlichem Rep.

## Biogeographie
Gegenstand der 2017 veröffentlichten Untersuchung von Kalia Bistolas und Kollegen waren die Asselarten Idotea wosnesenskii, I. resecata und Gnorimosphaeroma oregonensis. Obwohl I. wosnesenskii ein sehr weites Verbreitungsgebiet entlang der nordamerikanischen Pazifikküste hat (von Alaska über Kanada bis Zentralkalifornien, USA), wurde IWaV278 nur an einem einzigen Standort (Port Townsend, WA, USA), im Jahr 2015 gefunden. IWaV278 fehlte insbesondere an einem nördlicheren Standort (Ketchikan, AK, USA). Dies deutet darauf hin, dass die Ausbreitung dieses Genotyps geografisch durch andere Faktoren als die Verbreitung von I. wosnesenskii eingeschränkt ist. Diese Genomsequenzen waren assoziiert ausschließlich mit der Asselspezies I. wosnesenskii. Sie waren häufiger bei männlichen Exemplaren zu finden, und meist in den Strukturen des Exoskeletts. Sequenzanalysen von 18S-rRNA identifizierten zwei Protisten der Alveolata, die mit IWaV278-positivem Gewebe assoziiert waren. Vermutlich sind daher diese Epibionten von I. wosnesenskii die Wirte von IWaV278 (nicht die Asseln selbst). Da bisher nur Informationen aus der Metagenomik vorliegen, können noch keine sicheren Aussagen über die Wirte von IWaV278 getroffen werden, ähnlich wie bei anderen Cruciviren.